# Учка (тунель)

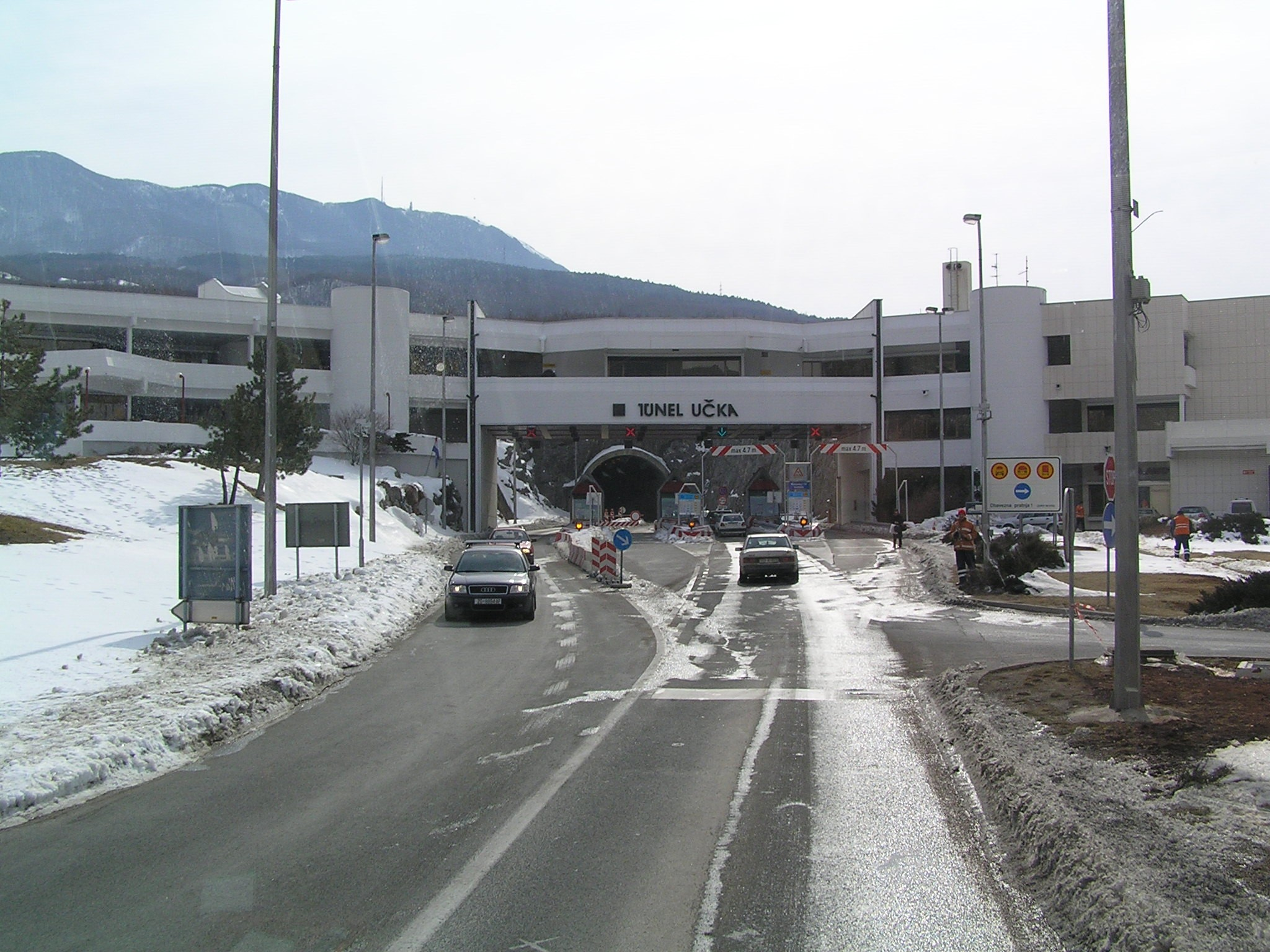
портал тунелю

45°18′48″ пн. ш. 14°12′51″ сх. д. / 45.31333° пн. ш. 14.21417° сх. д.
Тунель Учка (хорв. Tunel Učka) — автомобільний тунель в Хорватії на автостраді A8, що є частиною Istrian Y. Довжина тунелю — 5062 метра, він третій за довжиною у Хорватії після тунелів Мала-Капела і Светі-Рок. Діаметр тунелю — 9,1 м. Учка з'єднує східне узбережжя Істрії з гористою центральною частиною, проходить під горою Учка, найвищою вершиною Істрії. Тунель Учка — єдиний платний ділянку траси A8, пункти оплати знаходяться безпосередньо перед в'їздом і виїздом з тунелю. За даними на 2011 рік вартість проїзду через тунель звичайного легкового автомобіля без причепа становила 28 кун (3,9 євро) , мотоцикла — 17 кун ( ~ 2,3 євро). Відносно висока для Хорватії вартість проїзду, укупі з недостатньо хорошим станом дорожнього покриття, ставали причиною критики в хорватських ЗМІ.
Будівництво тунелю було розпочато в 1978 році, відкрито для руху 27 вересня 1981 . Рух у тунелі здійснюється по одній смузі в обох напрямках. Швидкість автотранспорту в тунелі обмежена 80 км/год. Тунель обладнаний 83 відеокамерами, 538 датчиками диму, 39 пожежними гідрантами, 74 апаратами виклику рятувальних служб і 5 зонами для екстреної зупинки автомобіля .
В даний час ведеться будівництво другої черги тунелю (на північ від першої) в рамках перетворення шосе A8 в повноцінну магістраль з безперервним рухом по двох смугах в обох напрямках.
У тунелі Учка денний трафік в середньому за рік становить 8019 автомобілів , денний трафік влітку — 11 511 автівок .